# Slovaques de Croatie
La minorité slovaque de Croatie désigne la minorité ethnique slovaque vivant en Croatie.